# Sarasyunkhark
Sarasyunkhark (nep. सर्स्यूंखर्क) – gaun wikas samiti w środkowej części Nepalu w strefie Bagmati w dystrykcie Kavrepalanchok. Według nepalskiego spisu powszechnego z 2001 roku liczył on 999 gospodarstw domowych i 5407 mieszkańców (2769 kobiet i 2638 mężczyzn).